# Hopedale (Neufundland und Labrador)
Hopedale (Inuit-Name: Agvituk) ist eine Gemeinde (Town) in der kanadischen Provinz Neufundland und Labrador. 

## Lage
Die Gemeinde gehört zur Census Division No. 11. Sie befindet sich an der Ostspitze einer Halbinsel an der nördlichen Ostküste von Labrador. Ein Archipel aus zahlreichen kleinen Inseln liegt vor der Küste. 152 km nordwestlich von Hopedale befindet sich Nain, die nördlichste permanente Siedlung in Labrador. Hopedale besitzt einen kleinen Flugplatz (IATA: YHO). Hopedale wird üblicherweise per Flugzeug vom 240 km südlich gelegenen Happy Valley-Goose Bay erreicht. Zwischen Mitte Juni und Mitte November gibt es eine Fährverbindung von Goose Bay entlang der Labradorküste, die über Hopedale nach Nain führt.

## Einwohner
Der Zensus im Jahr 2016 ergab für die Gemeinde eine Bevölkerungszahl von 574 Einwohnern. Beim Zensus im Jahr 2011 waren es 556. Somit nahm die Bevölkerung in den letzten Jahren geringfügig zu. Die Bevölkerung besteht hauptsächlich aus Inuit oder besitzt eine gemischte Abstammung aus Inuit und Europäern.

## Geschichte
Ursprünglich war an der Stelle eine Inuit-Siedlung namens Agvituk. 1782 wurde von Herrnhuter Brüdergemeine eine Mission mit dem Namen „Hoffental“ gegründet. Der Ort wurde wenig später in Hopedale umbenannt. 
Zwischen 1953 und 1968 wurde im Rahmen der Distant Early Warning Line bei Hopedale die Radarstation Hopedale Air Station betrieben. Seit dem 1. Dezember 2005 befindet sich in Hopedale die Legislative der neu gegründeten autonomen Region Nunatsiavut.

## Klima
Das Klima wird vom Labradorstrom bestimmt. Hopedale liegt im Norden der kaltgemäßigten Klimazone. In den Sommermonaten Juli und August liegen die Durchschnittstemperaturen bei 10 °C, in den Wintermonaten Januar und Februar bei −16 °C.